# Alstonia congensis
Alstonia congensis ist ein Baum in der Familie der Hundsgiftgewächse aus West- und Zentralafrika.

## Beschreibung
Alstonia congensis wächst als immergrüner Baum bis zu 30 Meter hoch. Der Stammdurchmesser erreicht bis etwa 1 Meter. Der Stamm ist an der Basis geriffelt oder es sind Brettwurzeln ausgebildet. Die bräunliche bis grau Borke ist glatt bis rau. Der Baum führt einen Milchsaft.
Die einfachen, kurz gestielten, ledrigen und kahlen Laubblätter sind wirtelig zu viert bis acht angeordnet. Der kurze Blattstiel ist bis 1 Zentimeter lang und an der Basis sind Kolleteren vorhanden. Die ganzrandigen, bespitzten bis zugespitzten Blätter sind elliptisch bis verkehrt-eiförmig, -eilanzettlich und 8–26 Zentimeter lang und 3,5–11,5 Zentimeter breit. Die Nervatur ist gefiedert mit vielen Seitenadern.
Es werden endständige, steif gestielte und verzweigte Blütenstände bestehend aus zymösen Teilblütenständen gebildet. Die duftenden, gestielten, kleinen, cremefarbenen bis gelblichen oder hellrosa Blüten sind zwittrig und fünfzählig mit doppelter Blütenhülle. Die kleinen, bis 3 Millimeter langen Kelchblätter sind kurz verwachsen und fast kahl. Die behaarten Petalen sind in einer bis 7,5 Millimeter langen Röhre verwachsen mit bis 10 Millimeter langen, verkehrt-eiförmigen Lappen. Die kurzen, fast sitzenden Staubblätter sind oben in der Kronröhre angeheftet. Der oberständige und zweikammerige Fruchtknoten, mit stark genäherten Fruchtblättern, ist fast kahl, der eingeschlossene Griffel besitzt einen Griffelkopf mit einem Kragen und zylindrischer, geteilter Narbe. Es ist ein Diskus vorhanden.
Die in Paaren hängenden, linealischen und sehr schmalen Balgfrüchte sind leicht gewellt oder gebogen, 20 bis 45 Zentimeter lang, 2 bis 4 Millimeter breit und enthalten viele Samen. Die flachen, bis 9 Millimeter langen und schmalen, länglichen Samen besitzen an den Enden jeweils einen bis 2 Zentimeter langen Haarschopf.

## Verwendung
Die Rinde, Blätter und Wurzeln werden medizinisch verwendet.
Das leichte, wenig beständige, gut gehandelbare Holz wird für einige Anwendungen genutzt. Es ist bekannt als Alstonia, Cheesewood, Stool Wood oder Emien.